# Tahoua

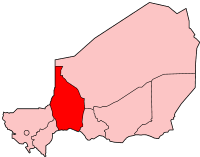
Läge i Niger.

Tahoua är en av Nigers sju regioner. Regionen hade 1 972 729 invånare år 2001, på en yta av 106 677 km².  Regionens huvudstad är Tahoua.

## Administrativ indelning
Regionen är indelad i åtta departement:
- Keita
- Bkonni
- Bouza
- Illela
- Abalak
- Madoua
- Tahoua
- Tchin-Tabaraden